# Schizotricha unifurcata
Schizotricha unifurcata is een hydroïdpoliep uit de familie Halopterididae. De poliep komt uit het geslacht Schizotricha. Schizotricha unifurcata werd in 1883 voor het eerst wetenschappelijk beschreven door Allman. 